# Merdzawan
Merdzawan – wieś w Armenii, w prowincji Armawir. W 2011 roku liczyła 3303 mieszkańców.